# Don Porter
Pour les articles homonymes, voir Porter.

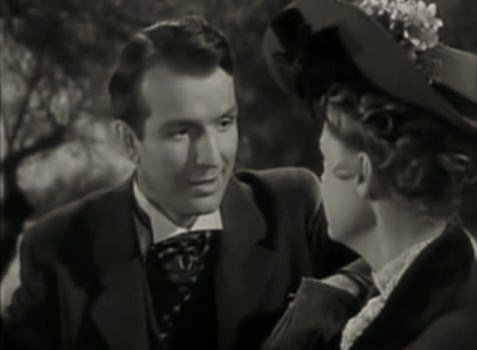
Avec June Lockhart de dos, dans She-Wolf of London (1946)

Donald (Cecil) « Don » Porter est un acteur américain, né le 24 septembre 1912 à Miami (Oklahoma), mort le 11 février 1997 à Beverly Hills (Californie).

## Biographie
Au cinéma, Don Porter contribue à trente-six films américains, sortis entre 1939 et 1979. Citons L'Escadrille des aigles d'Arthur Lubin (1942, avec Robert Stack et Diana Barrymore), Le Fils de Géronimo de George Marshall (1952, avec Charlton Heston et Peter Hansen), Youngblood Hawke de Delmer Daves (1964, avec James Franciscus et Suzanne Pleshette) et Votez Mc Kay de Michael Ritchie (1972, avec Robert Redford et Peter Boyle).
Pour la télévision, il participe à quarante séries américaines de 1953 à 1988, dont Les Arpents verts (un épisode, 1971), Super Jaimie (trois épisodes, 1976-1977), Dallas (quatre épisodes, 1980) et La croisière s'amuse (deux épisodes, 1978-1983).
S'y ajoutent quinze téléfilms entre 1962 et 1984, dont Happy Anniversary and Goodbye de Jack Donohue (1974, avec Lucille Ball et Art Carney).
Au théâtre enfin, Don Porter joue notamment à Broadway (New York) dans trois pièces, Any Wednesday de Muriel Resnik (en) (1964-1966, avec Sandy Dennis, Gene Hackman et Rosemary Murphy), The Front Page de Ben Hecht et Charles MacArthur (1969, avec Val Avery, Peggy Cass, James Flavin et Robert Ryan), et Plaza Suite (en) de Neil Simon (en remplacement, dans la période 1968-1970).
De 1943 jusqu'à sa mort à 84 ans en 1997, il est marié avec l'actrice Peggy Converse (1905-2001).

## Filmographie partielle

### Cinéma
- 1942 : Deux nigauds détectives (Who Done It?) d'Erle C. Kenton : Art Fraser
- 1942 : L'Escadrille des aigles (Eagle Squadron) d'Arthur Lubin : Ramsey
- 1946 : She-Wolf of London de Jean Yarbrough : Barry Lanfield
- 1947 : Deux nigauds démobilisés (Buck Privates Come Home) de Charles Barton : Capitaine Christie
- 1950 : Irma à Hollywood (My Friend Irma Goes West) d'Hal Walker : M. Brent
- 1950 : 711 Ocean Drive de Joseph M. Newman : Larry Mason
- 1951 : The Racket de John Cromwell
- 1952 : Le Fils de Géronimo (The Savage) de George Marshall : « Running Dog » (« Chien courant »)
- 1952 : Tu es à moi (Because You're Mine) d'Alexander Hall : Capitaine Burton Nordell Loring
- 1952 : Le Cran d'arrêt (The Turning Point) de William Dieterle : Joe Silbray
- 1957 : Une femme de tête (Desk Set) de Walter Lang : Don
- 1961 : L'Américaine et l'Amour (Bachelor in Paradise) de Jack Arnold : Thomas W. Jynson
- 1964 : Youngblood Hawke de Delmer Daves : Ferdie Lax
- 1968 : Le Grand Frisson (Live a Little, Love a Little) de Norman Taurog : Mike Lansdown
- 1972 : Votez Mc Kay (The Candidate) de Michael Ritchie : Sénateur Crocker Jarmon
- 1974 : Mame de Gene Saks : M. Upson
- 1975 : La Route de la violence de Jonathan Kaplan : Cutler

### Télévision
Séries
- 1965-1966 : Gidget (en)
  - Saison unique, 32 épisodes (intégrale) : le professeur Russell Lawrence
- 1970-1973 : La Nouvelle Équipe (The Mod Squad)
  - Saison 3, épisode 11 The Judas Trap (1970) de Robert Michael Lewis : Dean Prentiss Markham
  - Saison 5, épisode 20 Scion of Death (1973) de Daniel Haller : Walter Ryan
- 1971 : Les Arpents verts (Green Acres)
  - Saison 6, épisode 25 Hawaiian Honeymoon de Vincent Sherman : Bob Carter
- 1972 : Sam Cade (Cade's County)
  - Saison unique, épisode 23 La Cible (Blackout) de Leo Penn : Martin Russell
- 1972 : Banacek
  - Saison 1, épisode 5 Souffler n'est pas jouer (A Million the Hard Way) de Bernard L. Kowalski : Arnold Leeland
- 1973 : The New Perry Mason
  - Saison unique, épisode 6 The Case of the Deadly Deeds : Otis Temple
- 1973-1974 : Barnaby Jones
  - Saison 2, épisode 13 Secret of the Dunes (1973) d'Alf Kjellin : Jeremy Markham
  - Saison 3, épisode 12 Web of Deceit (1974) de Seymour Robbie : Adam Montgomery
- 1973-1976 : Hawaï police d'État (Hawaii Five-0)
  - Saison 6, épisode 6 Elle court, elle court la valise (Murder Is a Taxing Affair, 1973) de Michael O'Herlihy : Jonathan Cavel
  - Saison 8, épisode 17 Terreur légale (Legacy of Terror) de Bruce Bilson : Alex Kelsey
- 1974 : L'Homme qui valait trois milliards (The Six Million Dollar Man)
  - Saison 1, épisode 1 Population zéro (Population Zero) de Jeannot Szwarc : Dr Stanley Bacon
- 1974 : Sur la piste du crime (The F.B.I.)
  - Saison 9, épisode 20 The Lost Man : Mason Hammond
- 1975 : Ellery Queen, à plume et à sang (Ellery Queen)
  - Saison unique, épisode 9 Les Voiles de Veronica (The Adventure of Veronica's Veils) de Seymour Robbie : Gregory Layton
- 1975-1977 : Switch
  - Saison 1, épisode 11 Qui est l'autre David Ross ? (Death by Resurrection, 1975) d'Alf Kjellin : Paul Lorimer
  - Saison 3, épisode 8 Lady of the Deep (1977) : Salvensen
- 1976-1977 : Super Jaimie (The Bionic Woman)
  - Saison 1, épisode 13 Double Identité (Mirror Image) : Dr James Courtney
  - Saison 2, épisodes 16 et 17 Sosie bionique, 1re et 2e parties (Deadly Ringer, Parts I & II) : Dr James Courtney
- 1978 : Vegas (Vega$)
  - Saison 1, épisode 2 The Games Girls Play : Sénateur William Mitchell
- 1978 : Le Signe de justice (Sword of Justice)
  - Saison unique, épisode 7 Carte d'atout (Judgement Day) : le juge Addams
- 1978-1983 : La croisière s'amuse (The Love Boat)
  - Saison 1, épisode 25 Ne comptez pas sur moi pour tomber amoureuse (Pacific Princess Overtures / Gopher, the Rebel / Cabin Fever) d'Allen Baron : Slade Sumerhill
  - Saison 6, épisode 22 C'est loin, l'Amérique ! (I Like to Be in America / He Ain't Heavy / Abby's Maiden Voyage) de Jerome Courtland : George Cowens
- 1980 : Dallas, première série
  - Saison 3, épisode 18 Le Retour de Jenna (Jenna's Return), épisode 21 Double jeu (Divorce, Ewing Style) de Leonard Katzman, épisodes 22 et 23 Le Procès 1re et 2e parties (Jock's Trial, Parts I & II) : Matt Devlin
- 1980 : Le Monde merveilleux de Disney (The Wonderful World of Disney ou Disneyland)
  - Saison 27, épisodes 5 et 6 The Ghosts of Buxley Hall, Parts I & II, de Bruce Bilson : le juge Oliver Haynes
- 1981 : L'Île fantastique (Fantasy Island)
  - Saison 4, épisode 18 Une course épique / Le Portrait de Solange (Also Rans / Portrait of Solange) de Leslie H. Martinson : Emmett Latham
- 1983 : Hôtel (Hotel)
  - Saison 1, épisode 8 Confrontations (Faith, Hope and Charity) d'Alf Kjellin : Jonathan Corry
- 1986 : Matlock
  - Saison 1, épisode 10 Le Professeur (The Professor) de Bill Duke : le professeur Erskine Tate

Téléfilms

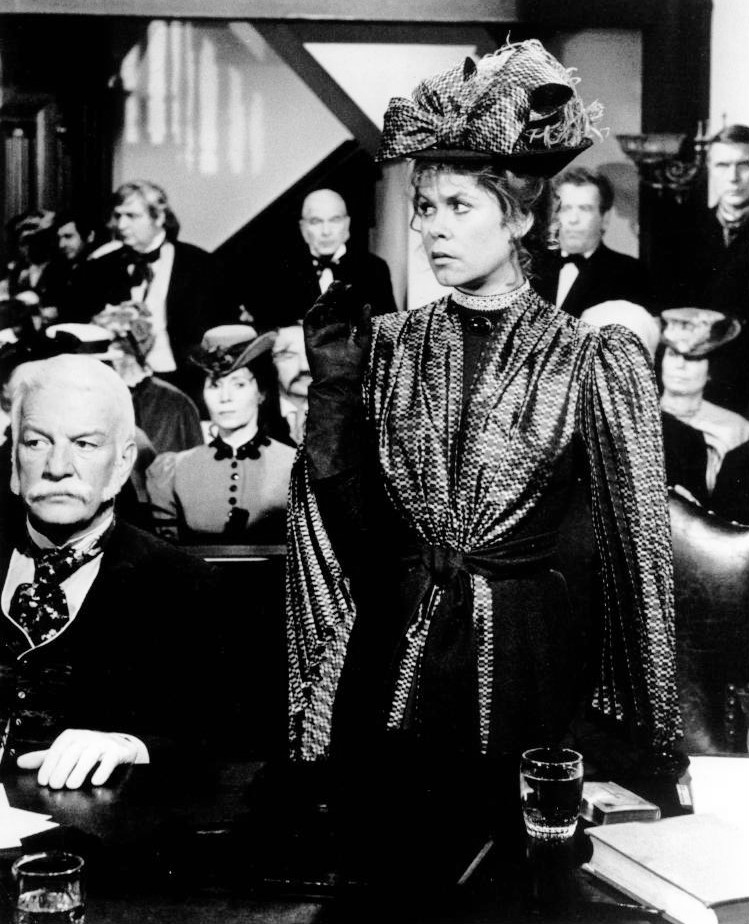
Avec Elizabeth Montgomery, dans La Légende de Lizzie Borden (1975)

- 1962 : I Love My Doctor de David Butler : Dr Jim Barkley
- 1973 : La Voix du vampire (The Norliss Tapes) de Dan Curtis : Sanford T. Evans
- 1973 : The Fuzz Brothers de Don Medford : Flowers
- 1974 : The Morning After de Richard T. Heffron : Rudy King
- 1974 : Murder of Mercy d'Harvey Hart : Henry Balin
- 1974 : Happy Anniversary and Goodbye de Jack Donohue : Ed « Mad Dog » Murphy
- 1975 : La Légende de Lizzie Borden (The Legend of Lizzie Borden) de Paul Wendkos : George D. Robinson
- 1975 : Last Hours Before Morning de Joseph Hardy : M. Pace
- 1977 : Christmas Miracle in Caufield, U.S.A. de Jud Taylor : Caufield
- 1978 : The President's Mistress de John Llewellyn Moxey : Craig
- 1978 : Frankie and Annette : The Second Time Around de Richard Benedict : « The Dean »
- 1980 : Battles : The Murder That Wouldn't Die de Ron Satlof : Général Rocky Jensen
- 1980 : The Ghosts of Buxley Hall (en) de Bruce Bilson : le juge Oliver Haynes

## Théâtre à Broadway (intégrale)
- 1964-1966 : Any Wednesday de Muriel Resnik, costumes de Theoni V. Aldredge : John Cleves
- 1969 : The Front Page de Ben Hecht et Charles MacArthur : McCue
- 1968-1970 : Plaza Suite de Neil Simon, mise en scène de Mike Nichols, décors d'Oliver Smith : Sam Nash / Jesse Kiplinger / Roy Hubley (remplacement, période non-spécifiée)